# District de Ulju
Ulju-Gun est l'arrondissement le plus grand de la ville d'Ulsan pour ce qui est de la superficie. Il s'étend sur toute la partie sud et ouest de la ville.
Il est également le plus riche avec la présence des zones industrielles d'Onsan même si c'est le moins urbanisé.
Cet arrondissement comprend la chaîne de montagne Gaji-san surnommée les Alpes de Youngsan, la plage de Jinha et le site de Ganjeolgot, point d'observation célèbre du lever du soleil.
L'arrondissement recense 226 501 habitants en 2019.